# Pomnik Pawła Edmunda Strzeleckiego w Poznaniu
Pomnik Pawła Edmunda Strzeleckiego – pomnik w formie obelisku, zlokalizowany w Poznaniu, na Głuszynie, przed wejściem do Szkoły Podstawowej nr 53 (ul. Głuszyna 187), która nosi imię patrona pomnika.
Pomnik upamiętnia postać Pawła Edmunda Strzeleckiego, podróżnika, badacza Australii i odkrywcy, który urodził się w nieistniejącym obecnie dworze w ówczesnej wsi Głuszyna.
Obiekt ma formę białego, czworokątnego obelisku, w którego cokół wmurowana jest tablica o treści: Paweł Edmund Strzelecki / 1797 – 1873 / Wybitny syn Ziemi Wielkopolskiej. Mierzący około dwóch metrów pomnik, został przeniesiony w obecne miejsce w 1996 roku z terenu parku dworskiego, gdzie ustawiony był przed pozostałościami dworu P. E. Strzeleckiego.
W pobliżu dawnego dworu stoi głaz narzutowy z wymalowanym napisem: P. E. Strzelecki / ur. w Głuszynie / 20 VII 1797 r. / zm. w Londynie / X 1873.
W pobliżu znajdują się: dwór piotrowski i kościół św. Jakuba Większego.

## Przypisy

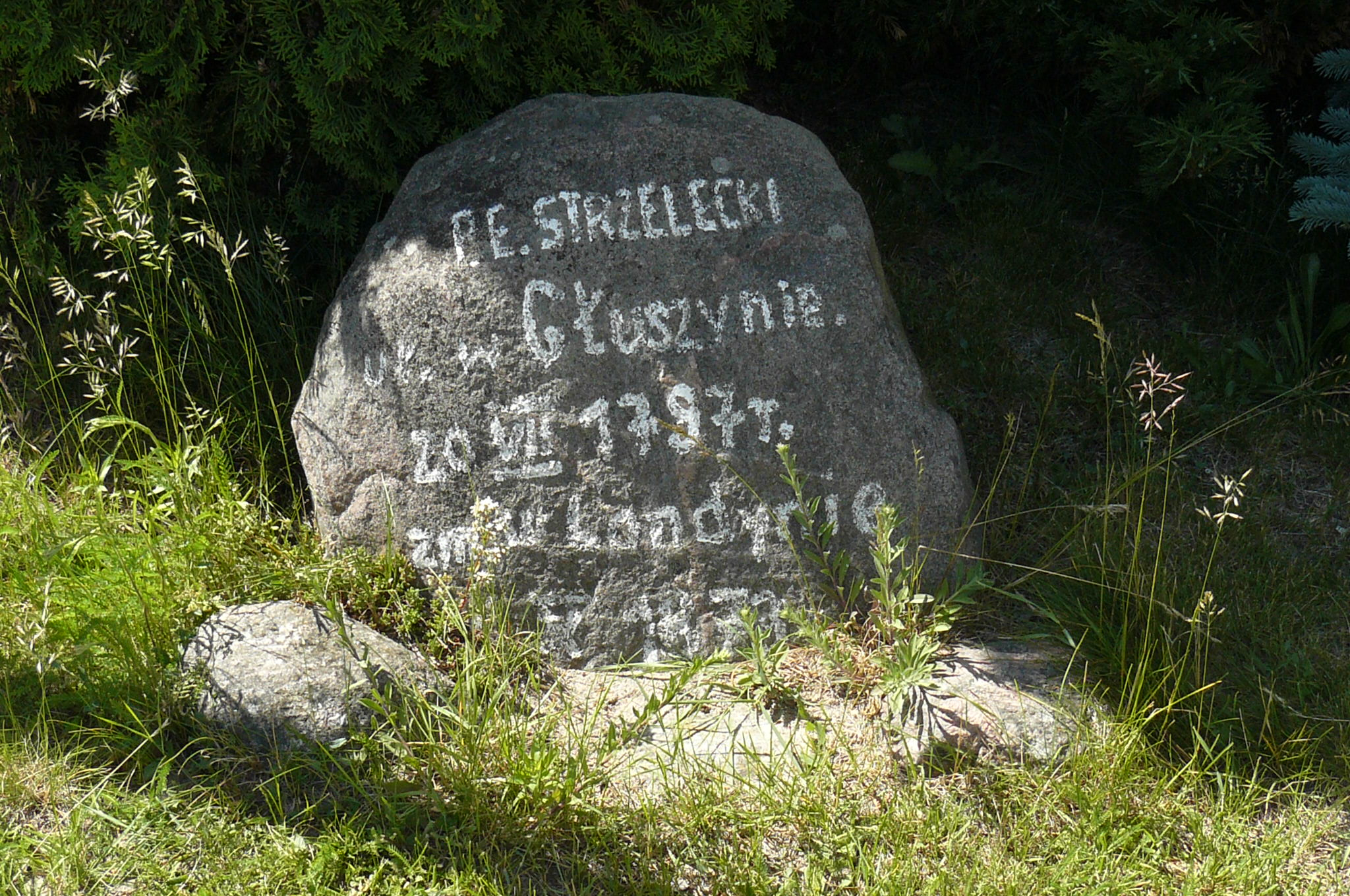
Głaz w pobliżu dawnego dworu